# Walter López Castellanos
Walter Alexander López Castellanos (25 september 1980) is een Guatemalteeks voetbalscheidsrechter. Hij is in dienst van de FIFA sinds 2006. Ook leidt hij wedstrijden in de Liga Nacional de Guatemala.
López Castellanos werd aangesteld als scheidsrechter op het Wereldkampioenschap voetbal onder 20 in 2011 en ook in 2013 was hij een van de scheidsrechters tijdens dit toernooi. Hij leidde tijdens deze toernooien respectievelijk drie en twee duels in goede banen. López Castellanos was tevens actief in het kwalificatietoernooi voor het Wereldkampioenschap voetbal 2014. In maart 2013 noemde de FIFA López Castellanos een van de vijftig potentiële scheidsrechters voor het Wereldkampioenschap voetbal. Op 15 januari 2014 maakte de wereldvoetbalbond bekend dat hij een van de twee Noord-Amerikaanse reserves was die zou meereizen naar Brazilië.
Castellanos was in juli 2015 een van de scheidsrechters op de CONCACAF Gold Cup 2015. Op 19 juli leidde hij de kwartfinale tussen Mexico en Costa Rica. Vier minuten in de blessuretijd van de verlenging kende Castellanos een strafschop toe aan Mexico; Andrés Guardado schoot raak en maakte zo het winnende doelpunt. De strafschop werd alom beoordeeld als controversieel en onterecht, daar de Costa Ricaan Roy Miller de Mexicaanse aanvaller Oribe Peralta nauwelijks zou hebben aangeraakt, al was dat wel de aanleiding voor Castellanos om de strafschop toe te kennen. Ook de bondscoach van Costa Rica, Paulo Wanchope, uitte kritiek op de beslissing van de scheidsrechter. In het duel deelde López Castellanos tevens elf gele kaarten uit – niet eerder deelde hij zoveel kaarten uit in een interland.

## Interlands
| Datum             | Plaats                                | Wedstrijd                                  | Uitslag            | Competitie                | Kreeg geel | Kreeg voor de tweede keer geel en dus rood | Weggestuurd |
| ----------------- | ------------------------------------- | ------------------------------------------ | ------------------ | ------------------------- | ---------- | ------------------------------------------ | ----------- |
| 6 februari 2008   | Diriamba, Nicaragua                   | Nicaragua – Nederlandse Antillen           | 0 – 1              | WK 2010 kwalificatie      | 6          | 0                                          | 0           |
| 15 juni 2008      | Bayamón, Puerto Rico                  | Puerto Rico – Honduras                     | 2 – 2              | Vriendschappelijk         | 3          | 0                                          | 0           |
| 5 juli 2009       | Seattle, Verenigde Staten             | Verenigde Staten – Grenada                 | 4 – 0              | Gold Cup 2009             | 3          | 0                                          | 0           |
| 16 maart 2011     | Panama-Stad, Panama                   | Panama – Bolivia                           | 2 – 0              | Vriendschappelijk         | 0          | 0                                          | 0           |
| 8 juni 2011       | Detroit, Verenigde Staten             | Verenigde Staten – Canada                  | 2 – 0              | Gold Cup 2011             | 2          | 0                                          | 0           |
| 15 juni 2011      | Kansas City, Verenigde Staten         | Canada – Panama                            | 1 – 1              | Gold Cup 2011             | 4          | 0                                          | 0           |
| 23 juni 2011      | Houston, Verenigde Staten             | Honduras – Mexico                          | 0 – 2              | Gold Cup 2011             | 8          | 1                                          | 0           |
| 8 oktober 2011    | San José, Costa Rica                  | Costa Rica – Brazilië                      | 0 – 1              | Vriendschappelijk         | 6          | 0                                          | 1           |
| 12 november 2011  | Querétaro, Mexico                     | Mexico – Servië                            | 2 – 0              | Vriendschappelijk         | 3          | 1                                          | 0           |
| 11 december 2011  | Havana, Cuba                          | Cuba – Costa Rica                          | 1 – 1              | Vriendschappelijk         | 4          | 0                                          | 0           |
| 9 juni 2012       | San José, Costa Rica                  | Costa Rica – El Salvador                   | 2 – 2              | WK 2014 kwalificatie      | 10         | 0                                          | 0           |
| 12 september 2012 | San Pedro Sula, Honduras              | Honduras – Cuba                            | 1 – 0              | WK 2014 kwalificatie      | 1          | 0                                          | 0           |
| 13 oktober 2012   | Houston, Verenigde Staten             | Guyana – Mexico                            | 0 – 5              | WK 2014 kwalificatie      | 3          | 0                                          | 0           |
| 27 maart 2013     | Mexico-Stad, Mexico                   | Mexico – Verenigde Staten                  | 0 – 0              | WK 2014 kwalificatie      | 3          | 0                                          | 0           |
| 8 juni 2013       | San José, Costa Rica                  | Costa Rica – Honduras                      | 1 – 0              | WK 2014 kwalificatie      | 5          | 0                                          | 0           |
| 6 september 2013  | Panama-Stad, Panama                   | Panama – Jamaica                           | 0 – 0              | WK 2014 kwalificatie      | 5          | 1                                          | 0           |
| 15 oktober 2013   | San José, Costa Rica                  | Costa Rica – Mexico                        | 2 – 1              | WK 2014 kwalificatie      | 5          | 0                                          | 0           |
| 31 maart 2015     | Kansas City, Verenigde Staten         | Mexico – Paraguay                          | 1 – 0              | Vriendschappelijk         | 7          | 0                                          | 0           |
| 14 juli 2015      | Toronto, Canada                       | Canada – Costa Rica                        | 0 – 0              | Gold Cup 2015             | 7          | 1                                          | 0           |
| 19 juli 2015      | East Rutherford, Verenigde Staten     | Mexico – Costa Rica                        | 1 – 0              | Gold Cup 2015             | 11         | 0                                          | 0           |
| 13 oktober 2015   | Harrison, Verenigde Staten            | Verenigde Staten – Costa Rica              | 0 – 1              | Vriendschappelijk         | 8          | 0                                          | 0           |
| 13 november 2015  | Mexico-Stad, Mexico                   | Mexico – El Salvador                       | 3 – 0              | WK 2018 kwalificatie      | 0          | 0                                          | 0           |
| 12 november 2016  | Columbus, Verenigde Staten            | Verenigde Staten – Mexico                  | 1 – 2              | WK 2018 kwalificatie      | 7          | 1                                          | 0           |
| 13 januari 2017   | Panama-Stad, Panama                   | Panama – Belize                            | 0 – 0              | Copa Centroamericana 2017 | 2          | 0                                          | 0           |
| 20 januari 2017   | Panama-Stad, Panama                   | Panama – El Salvador                       | 1 – 0              | Copa Centroamericana 2017 | 4          | 1                                          | 0           |
| 24 maart 2017     | San Jose, Verenigde Staten            | Verenigde Staten – Honduras                | 6 – 0              | WK 2018 kwalificatie      | 2          | 0                                          | 0           |
| 7 juli 2017       | Harrison, Verenigde Staten            | Honduras – Costa Rica                      | 0 – 1              | Gold Cup 2017             | 5          | 0                                          | 0           |
| 20 juli 2017      | Glendale, Verenigde Staten            | Jamaica – Canada                           | 2 – 1              | Gold Cup 2017             | 6          | 0                                          | 0           |
| 27 juli 2017      | Santa Clara, Verenigde Staten         | Verenigde Staten – Jamaica                 | 2 – 1              | Gold Cup 2017             | 5          | 0                                          | 0           |
| 2 september 2017  | Mexico-Stad, Mexico                   | Mexico – Panama                            | 1 – 0              | WK 2018 kwalificatie      | 3          | 0                                          | 0           |
| 11 oktober 2017   | Panama-Stad, Panama                   | Panama – Costa Rica                        | 2 – 1              | WK 2018 kwalificatie      | 3          | 0                                          | 0           |
| 21 november 2018  | San Salvador, El Salvador             | El Salvador – Haïti                        | 1 – 0              | Vriendschappelijk         | 5          | 0                                          | 0           |
| 18 juni 2019      | Kingston, Jamaica                     | Curaçao – El Salvador                      | 0 – 1              | Gold Cup 2019             | 4          | 0                                          | 0           |
| 6 september 2019  | Managua, Nicaragua                    | Nicaragua – Saint Vincent en de Grenadines | 1 – 1              | Nations League 2019/20    | 4          | 0                                          | 0           |
| 11 september 2019 | Port-au-Prince, Haïti                 | Haïti – Curaçao                            | 1 – 1              | Nations League 2019/20    | 3          | 0                                          | 1           |
| 11 oktober 2019   | Kingstown, Saint Vincent              | Saint Vincent en de Grenadines – Suriname  | 2 – 2              | Nations League 2019/20    | 2          | 0                                          | 0           |
| 17 november 2019  | Willemstad, Curaçao                   | Bonaire – Bahama's                         | 1 – 1              | Nations League 2019/20    | 7          | 0                                          | 0           |
| 25 maart 2021     | Port-au-Prince, Haïti                 | Haïti – Belize                             | 2 – 0              | WK 2022 kwalificatie      | 2          | 0                                          | 0           |
| 9 juni 2021       | Panama-Stad, Panama                   | Panama – Dominicaanse Republiek            | 3 – 0              | WK 2022 kwalificatie      | 1          | 0                                          | 0           |
| 6 september 2021  | San Salvador, El Salvador             | El Salvador – Honduras                     | 0 – 0              | WK 2022 kwalificatie      | 4          | 0                                          | 0           |
| 6 november 2021   | Washington, Verenigde Staten          | El Salvador – Bolivia                      | 0 – 1              | Vriendschappelijk         | 2          | 0                                          | 0           |
| 5 juni 2022       | San José, Costa Rica                  | Costa Rica – Martinique                    | 2 – 0              | Nations League 2022/23    | 3          | 0                                          | 0           |
| 24 maart 2023     | Bridgetown, Barbados                  | Barbados – Cuba                            | 0 – 1              | Nations League 2022/23    | 5          | 1                                          | 0           |
| 30 juni 2023      | Glendale, Verenigde Staten            | Haïti – Mexico                             | 1 – 3              | Gold Cup 2023             | 2          | 0                                          | 0           |
| 5 juli 2023       | Houston, Verenigde Staten             | Panama – El Salvador                       | 2 – 2              | Gold Cup 2023             | 6          | 0                                          | 0           |
| 13 juli 2023      | San Diego, Verenigde Staten           | Verenigde Staten – Panama                  | 1 – 1 (4 – 5 n.s.) | Gold Cup 2023             | 2          | 0                                          | 0           |
| 13 oktober 2023   | Santo Domingo, Dominicaanse Republiek | Cuba – Honduras                            | 0 – 0              | Nations League 2023/24    | 3          | 0                                          | 0           |
| 21 november 2023  | Port of Spain, Trinidad en Tobago     | Trinidad en Tobago – Verenigde Staten      | 2 – 1              | Nations League 2023/24    | 5          | 1                                          | 0           |
| 22 maart 2024     | Arlington, Verenigde Staten           | Panama – Mexico                            | 0 – 3              | Nations League 2023/24    | 2          | 0                                          | 0           |
| 11 juni 2024      | Basseterre, Saint Kitts en Nevis      | Saint Kitts en Nevis – Bahama's            | 1 – 0              | WK 2026 kwalificatie      | 4          | 1                                          | 0           |
| 16 november 2024  | San Pedro Sula, Honduras              | Honduras – Mexico                          | 2 – 0              | Nations League 2024/25    | 3          | 0                                          | 0           |

Laatst bijgewerkt op 27 november 2024.